# ニュープロビデンス島
ニュー・プロビデンス島（ニュープロビデンスとう、New Providence）とは西インド諸島バハマ諸島の主島で、面積は207km2、人口は約27万人（2016年）。バハマの首都ナッソーの市域と一致する。

## 概要
ほぼ平坦なサンゴの島で、最大標高は5mしかない。中央には大きなキラーニー湖（Lake Killarney）があり、その西側にはリンデン・ピンドリング国際空港がある。北部の付近にパラダイス島（Paradise Island）、サルト・キー（Salt Cay）、アソール島（Athol Island）がある。観光業、金融業などバハマの政治、経済などの中心地である。島北部の海岸にあるケーブル・ビーチやパラダイス島はリゾート地となっている。